# Furni
A necrópole de Furni (em grego: Φουρνί; romaniz.: Phourní; trad.: "forno") é um sítio arqueológico na parte central norte de Creta, Grécia, situado na colina homónima, imediatamente a norte de Arcánes e 15 km a sul de Heraclião. É um dos sítios arqueológicos mais importantes de Creta e o cemitério minoico mais importante que se conhece, devido principalmente ao facto de que foi usado durante mais de um milénio e dos enterramentos intactos de duas mulheres que lá foram encontrados.
O local foi escavada entre 1964 e 1995. Foi usado entre 2 600 e 1 200 a.C. Além dos enterramentos minoicos, os arqueólogos descobriram igualmente um recinto com túmulos de fossas e sepulturas com cúpula (tolo) do período micénico; uma destas sepulturas nunca tinha sido violada e proporcionou um rico acervo em mobiliário: um sarcófago, joias e selos em ouro.

## História e localização
A necrópole foi usada entre o Minoano Antigo II (MA II; c. 2 400 a.C.) até ao Minoano Recente IIIC (MR IIIC; c. 1 200 a.C.), quando a civilização minoica tinha praticamente desaparecido. As mulheres enterradas nos túmulos referidos acima era certamente da realeza e viveram durante o período final minoico, depois da queda de Cnossos, durante um período em que os micénios já dominavam a vida em Creta.
O cemitério situa-se no cimo de uma pequena colina chamada Furni, de onde se desfrutam vistas espetaculares sobre a planície onde se encontra a atual vila de Arcánes, sobre no local onde outrora existiu um palácio minoico. No outro lado da colina, do outro lado de uma ravina, ergue-se o monte Juktas, onde existiu um santuário de pico minoico.

## Recinto funerário micénico

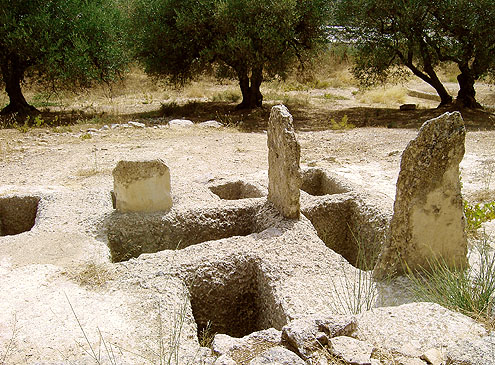
Túmulo micénico em Furni

No extremo norte do cemitério há uma sepultura múltipla micénica que é única em Creta. A maior parte das paredes do recinto funerário desapareceram, mas as sete covas permanecem. Estas foram escavadas na rocha em três filas e em cada uma foi colocado um lárnaque. Apesar dos lárnaques estarem vazios, foram encontradas numerosas oferendas funerárias dentro dos túmulos, que atestam a importância das pessoas ali enterradas.
Outra evidência da importância dos defuntos são as estelas colocadas por cima dos túmulos (que em tempos distantes caíram para dentro dos túmulos). As estelas funerárias são quase desconhecidas em Creta e são geralmente associadas com a Grécia micénica. O recinto da funerário micénico de Furni faz lembrar os círculos tumulares (em inglês: Grave Circles) A e B em Micenas, onde também havia estelas por cima de alguns túmulos. É quase certo que as pessoas enterradas recinto funerário micénico eram membros da aristocracia aqueia baseada na ilha de Creta, embora praticamente nada se saiba acerca de como foram para Creta e como tomaram o controlo da ilha.

## Túmulo Tolo A

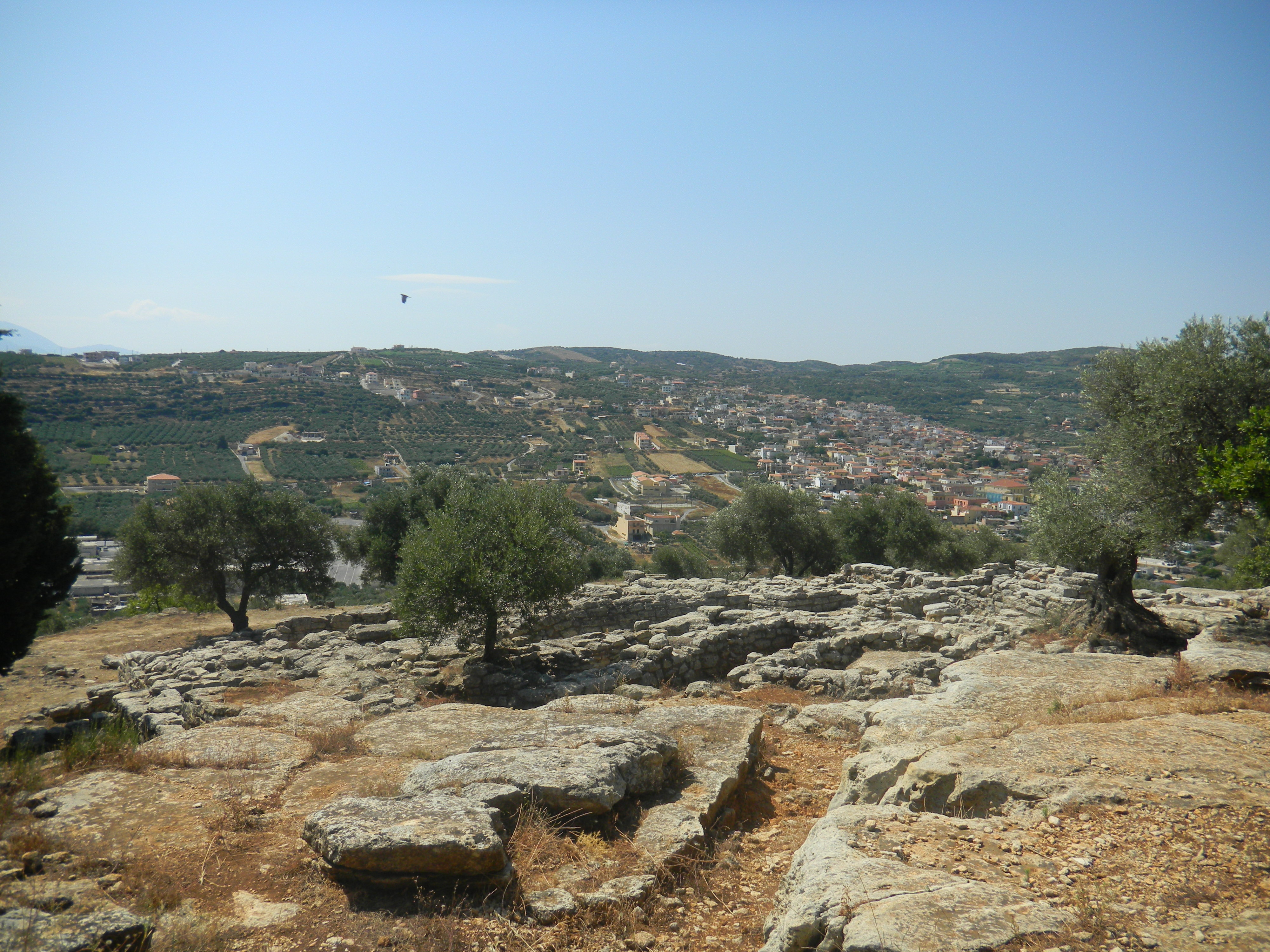

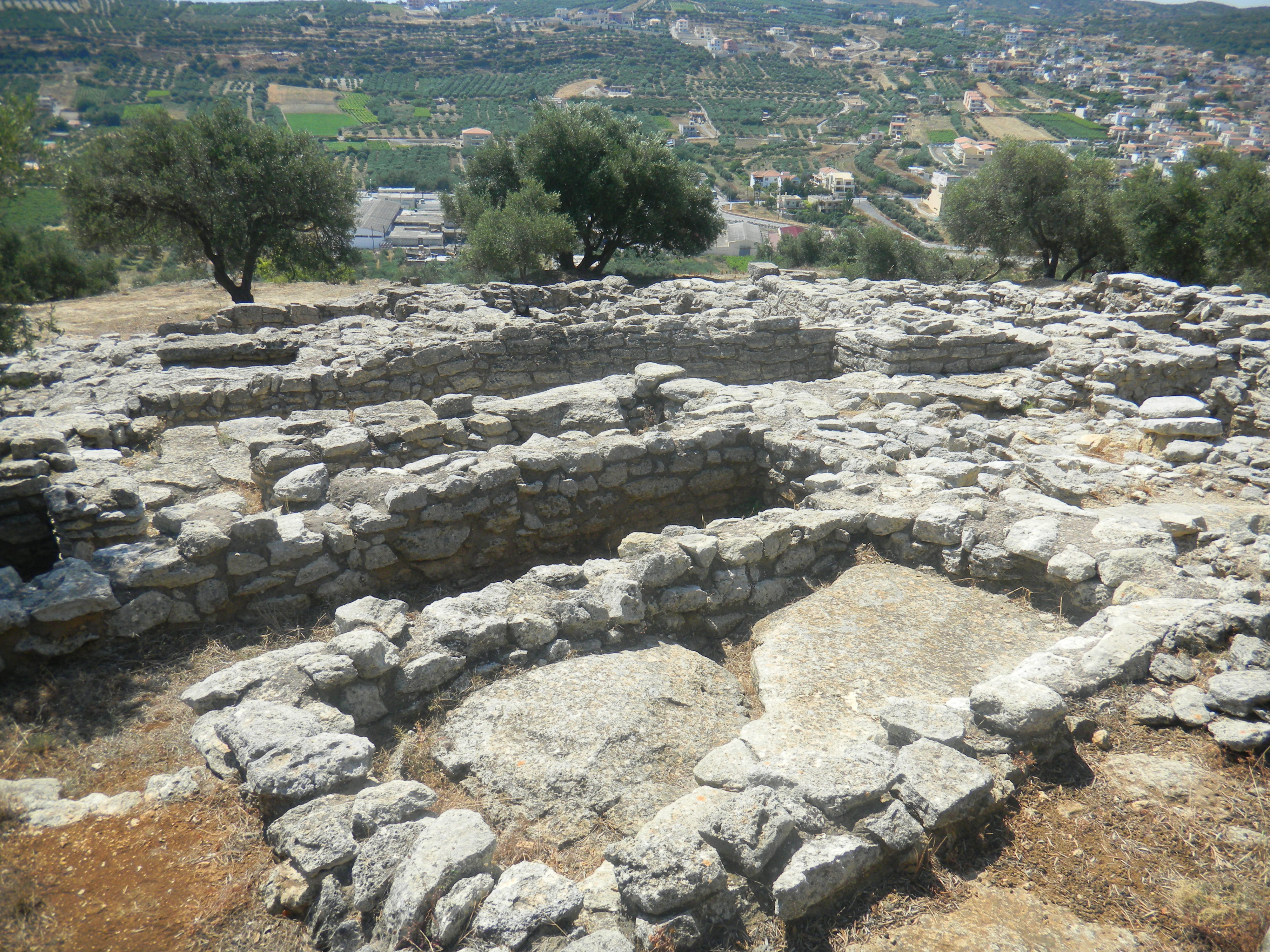

A pouca distância do recinto funerário micénico encontra-se o Túmulo Tolo A, que salta à vista pelo seu dromo muito comprido. Este foi o primeiro edifício encontrado em Furni, em 1965, quando se descobriu que uma choupana de pedra que sempre tinha sido visível na colina era afinal a parte de cima de um túmulo tolo cujo interior tinha sido enchido com pedras nos séculos passados. O tolo data do século XIV a.C. e tem uma câmara lateral na qual foi realizado um funeral real.
Curiosamente, este tolo tem a mesma planta de dois grandes túmulos tolo da Grécia Micénica — o Tesouro de Atreu em Micenas e o de Mínias em Orcómeno. O lintel da entrada do túmulo foi encontrado caído no chão. O túmulo  e o dromo foram escavados na rocha. O local foi extensivamente pilhado no passado, mas apesar disso foi feita um achado raro: perto da entrada da câmara lateral foi encontrado o cadáver de um cavalo desmembrado e a caveira de um touro. Aparentemente ambos os animais forma sacrificados em honra da pessoa ali enterrada.
Quando aquela câmara lateral foi escavada, foi encontrado um enterramento único num lárnaque de barro. Foi possível estabelecer a posição em que o corpo tinha sido disposto, com a face virada para ocidente e o corpo em posição fetal, e por conseguinte, a posição de vários pequenos objetos, principalmente de ouro, que foram encontrados no lárnaque. Um dos achados mais importantes foi um anel de ouro com uma cena de culto. Apesar do sexo da pessoa enterrada não tivesse sido determinado pelos restos do esqueleto, a natureza das oferendas mostram que era indubitavelmente uma mulher e a riqueza dos achados implica que ele deve ter pertencido à família real. O facto de todos os anéis mostrarem cenas religiosas e de culto sugerem que ela também deve ter sido uma sacerdotisa. Este ponto de vista é reforçado pela evidência do sacrifício de um touro em sua honra.

## Edifício 4

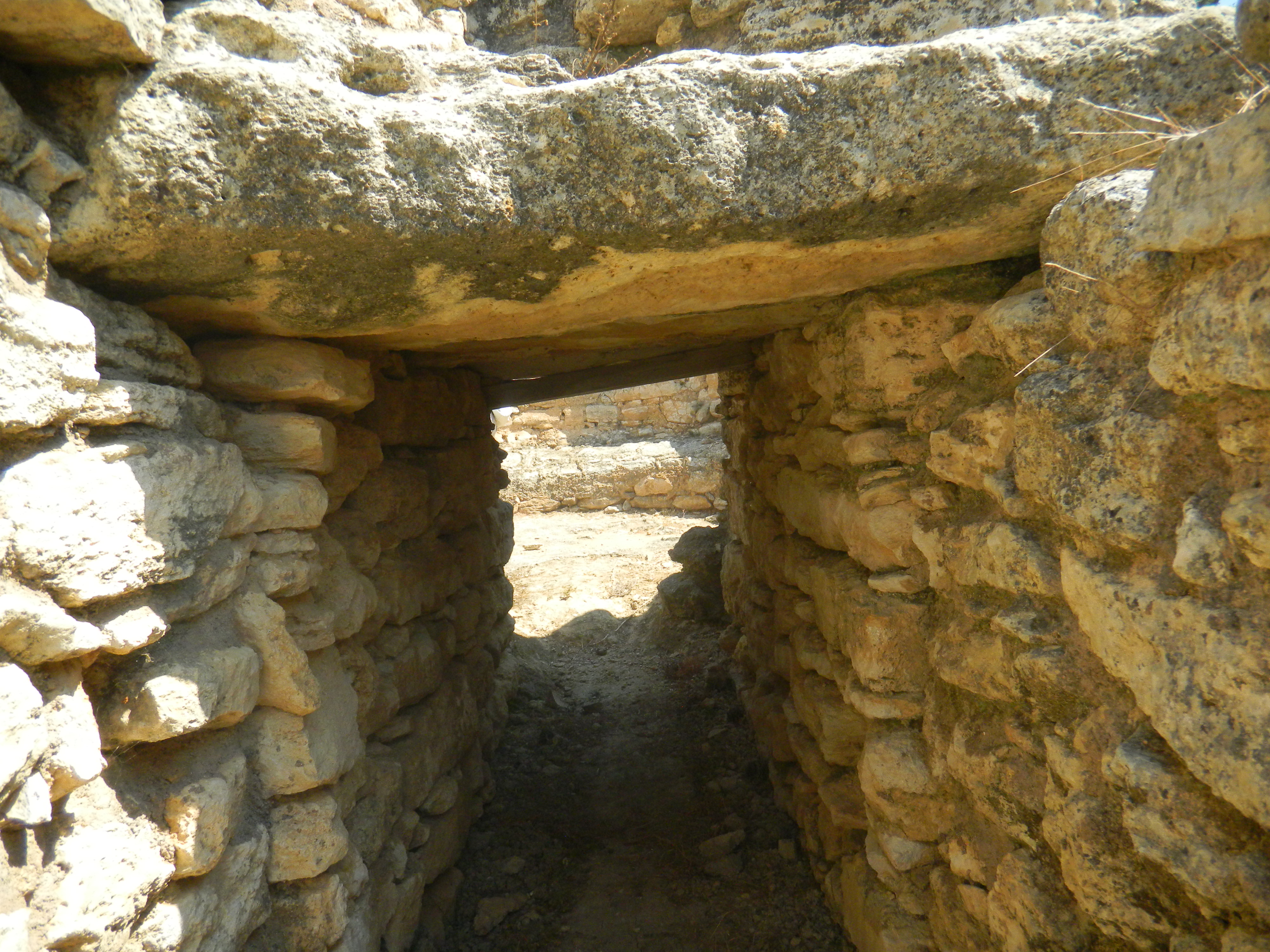

Este edifício erguia-se nolado oriental do cemitério, entre os tolos A e B. Como muitos outros no local, é único não só na Creta minoica, mas também nos cemitérios da Idade do Bronze do Egeu. Foi usado para cuidar dos mortos e estava em uso durante o Minoano Recente IA (1550–1500 a.C.). Está dividiu em duas alas.
A ala oriental está num nível mais alto do que o da ala ocidental e tinha um andar superior que outrora teve um tear, o que é atestado pela presença de 46 pesos de tear que caíram para as divisões abaixo durante as catástrofes que destruíram o edifício. Outros achados, que incluem facas, um cortador, um peso de chumbo de um par de balanças e uma peça de bronze prontas para trabalhar, sugerem que o andar superior era inteiramente dedicado à manufatura. No rés de chão, a divisão 1 pode ter sido usada para armazenar o mosto do qual era feito vinho, já que a divisão 2 era usada como uma prensa de vinho.
A ala ocidental foi construída num nível mais alto, por cima de rocha, e não era dividida em salas individuais. Nesta área foram encontradas as bases de três colunas e uma possível interpretação é que seria uma área pavimentada, aberta ao longo do lado ocidental. Pode ter sido usada como um local onde eram realizados ritos funerários. Os achados no local poderão suportar esta interpretação, pois incluem os restos de uma mesa de libação, fragmentos de duas estatuetas em forma de sino e cerca de 250 chávenas, algumas colocadas de pé e outras de cabeça para baixo, o que se sabe que tinha alguma espécie de significado ritual.
Aparentemente o edifício era usado para fazer coisas que depois seriam usadas no tratamento dos mortos. Além de Furni, o único local onde se conhece a existência deste tipo de edifícios é o Antigo Egito, onde a manufatura estava sob o controlo de sacerdotes. Este pode também ter sido o caso em Furni.

## Túmulo Tolo B

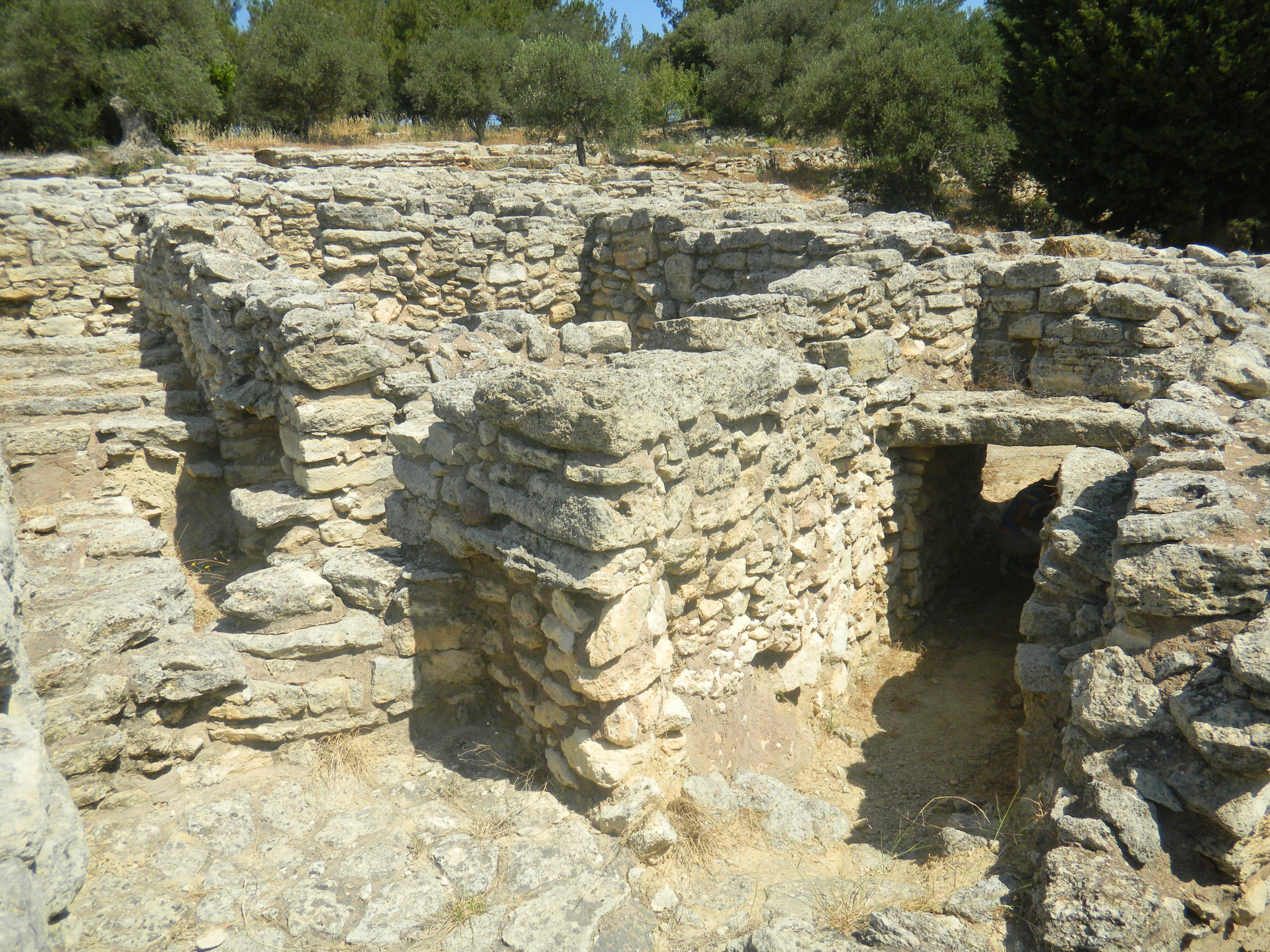

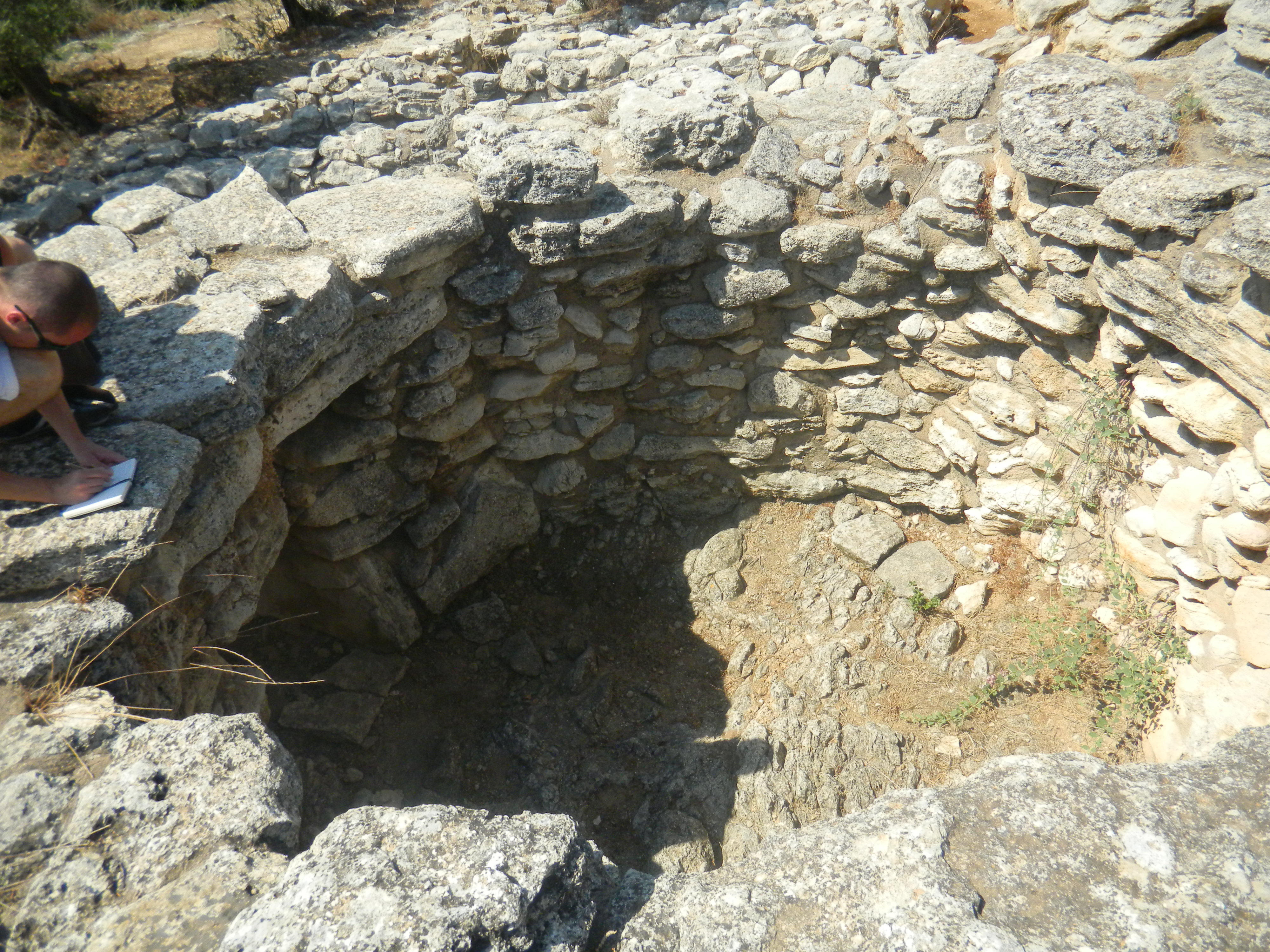

Continuando em direção a sul ao longo do cemitério chega-se ao Túmulo Tolo B, construído antes de 2 000 a.C., no final da Idade do Bronze Primitiva. Foi certamente usado para o enterro de pessoas de descendência real até o Minoano Recente IIIA (1400–1330 a.C.), o que significa que foi usado durante várias centenas de anos. Apesar do complexo do Tolo B, que compreende 12 espaços, ter sofrido modificações, especialmente durante o período mais antigo da sua existência, era essencialmente um complexo retangular com o túmulo tolo no seu centro.
O dromo chega ao tolo a partir de sudeste e o tolo tinha duas câmaras laterais, uma a oste e outra a leste, as quais já não existem. Em altura desconhecida o chão do tolo foi elevado e foi construído um banco em volta da parede do tolo. Ao mesmo tempo, foi aberta uma entrada para a câmara oriental, enquanto que as entradas do tolo e da câmara ocidental foram bloqueadas.
A câmara sudoeste parece ter sido construída em volta do lárnaque que ela continha, pois não teria sido possível manusear o lárnaque para dentro da câmara depois da construção da câmara. O lárnaque era de facto um ossário, que continha os ossos de 19 pessoas, incluindo duas crianças. Muitas das pessoas morreram quando ainda não tinham 35 anos.
Outra câmara no complexo, a sudeste da câmara ocidental, é uma cripta de pilar, construída durante uma segunda fase de construção, no Minoano Médio IA (2000–1900 a.C.). Nesta altura, o complexo tinha dois andares e a sala de cima deve ter tido uma função funerária, pois restos humanos caíram para dentro da cripta de pilar. Um alfinete de prata com uma inscrição em Linear A ali encontrado também deve ter caído do andar de cima. Ao contrário do que é usual, as paredes da cripta de pilar foram rebocadas e decoradas com frescos. A sul da cripta de pilar há uma passagem que conduz a cinco degraus que dão para o corredor que se situa a oeste da cripta e onde cavidades  para suportes de madeira indicam a existência de escadas para o segundo andar.
A noroeste do tolo há duas câmaras. Uma continha um sepultura que tinha sido profanado e a outra, no lado norte, havia duas sepulturas em duas camadas. Um lárnaque continha dois corpos.

## Complexo funerário pré-palaciano

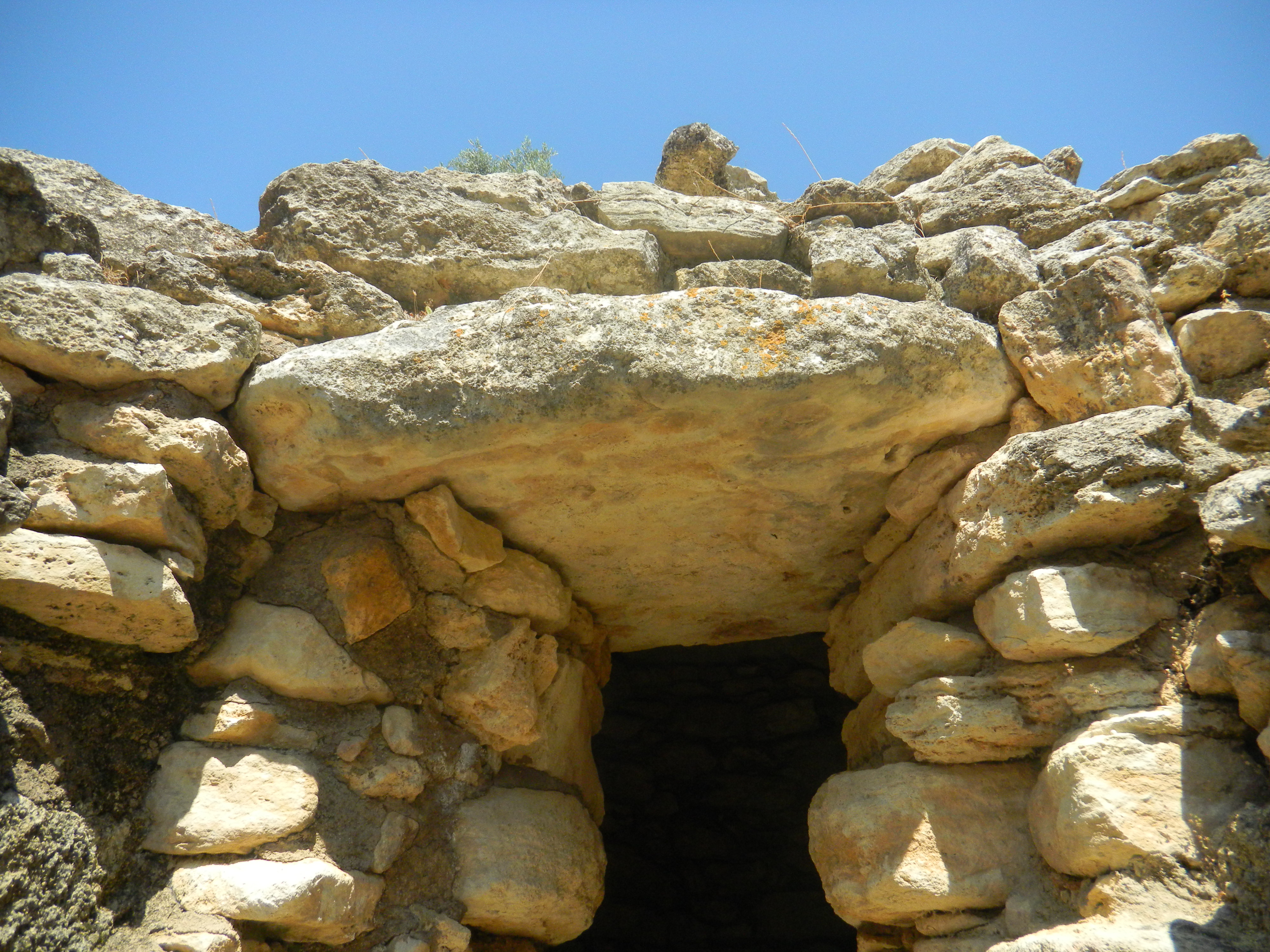

Em três lados do Tolo B — oeste, sul e leste — encontram-se os restos de edifícios funerários do período pré-palaciano (anterior a 1 900 a.C.) O Tolo B foi construído por cima de um destes edifícios mais antigos, chamado Edifício Funerário 7, que originalmente tinha seis salas e se estendia a sul e leste da localização do Tolo B. Quando foi escavado constatou-se que tinha sido muito danificado, mas numa sala recuperaram-se seis lárnaques que continham 14 caveiras. Outras 15 caveiras foram encontradas nos espaços entre os lárnaques. A oeste do Tolo B situa-se a sala 6, a qual foi usada como ossário. Havia de facto seis salas ali, quatro delas alinhadas na direção norte-sul e cada uma delas tinha sido adicionada à medida que havia necessidade de mais espaço para enterros. Algumas das salas não têm portas, pelo que deviam ser acessíveis por cima, através de uma escada. O grande número de caveiras e ossos encontrado nesta área sugere o seu uso como ossário onde os ossos eram colocados depois de terem sido retirados das áreas de funeral.

## Túmulo Tolo C

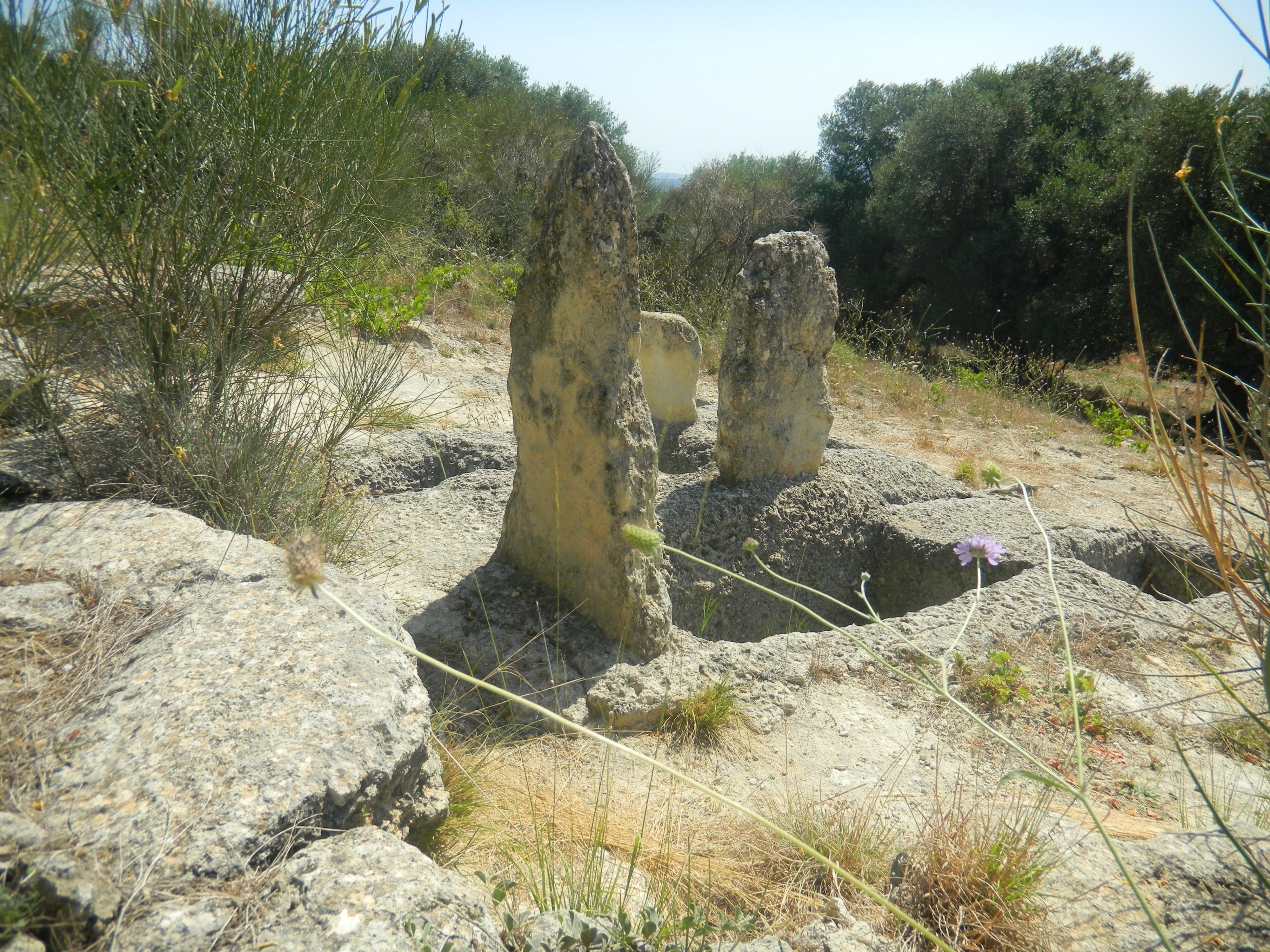

Este túmulo tolo foi construído acima do nível do solo e é um dos túmulos tolos pré-palacianos mais bem conservados em Creta. Sabe-se que foi abobadado por causa da forma como as pedras caíram quando o teto caiu. O edifício funerário 9 serviu como contraforte da parte oriental do túmulo. Os enterramentos aqui encontrados datam do Minoano Antigo III (2250–2100 a.C.). Foram encontrados onze lárnaques no túmulo, juntamente com um enterro em pito, que no total continham os restos de 18 pessoas. Entre os lárnaques foram enterrados 24 corpos e outros três na entrada, o que totaliza 45 corpos. Foi a primeira vez que se identificou o número de enterros num sítio deste período pré-palaciano.
O túmulo tolo propriamente dito não continha quaisquer oferendas funerárias, mas foram encontradas 269 peças, das quais 164 tinham sido enterradas debaixo dos lárnaques e as restantes 95 debaixo dos enterros à superfície. Entre os achados está o conjunto mais rico de estatuetas encontrado no Egeu, que inclui várias estatuetas cicládicas.

## Túmulo Tolo D

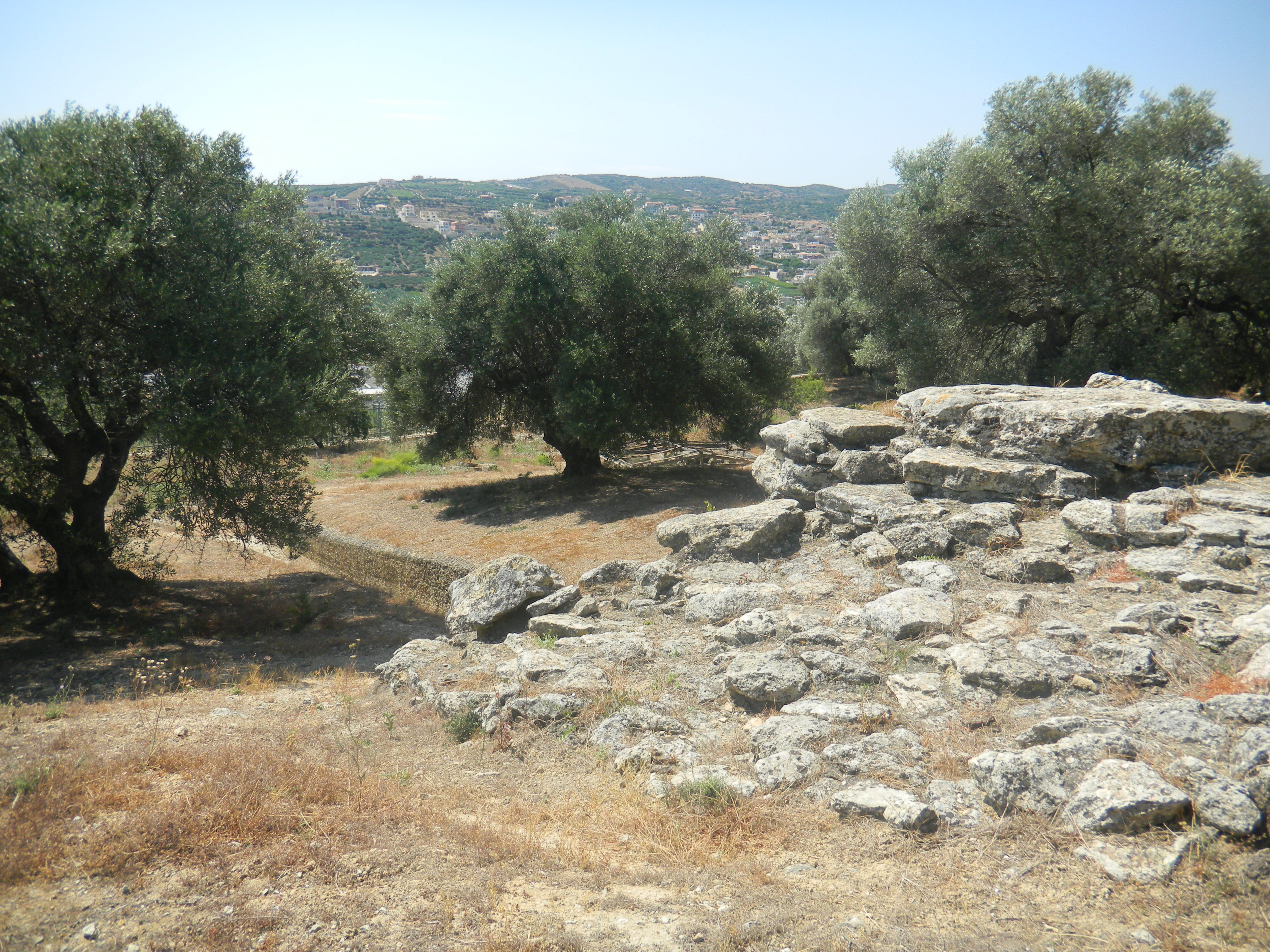

Este é o edifício mais a sul na necrópole de Furni. No seu interior foi encontrado um enterramento não profanado de uma mulher datado do Minoano Recente IIIA2 (MR IIIA2, posterior a 1 350 a.C.). Este enterramento foi realizado ligeiramente depois do enterramento real do Tolo A. Só esse enterramento feminino teve lugar aqui, o que prova que é de alguém extremamente importante. Os arqueólogos descobriram algumas informações muito interessantes sobre enterramentos reais do MR III.
Foi possível determinar a posição em que o corpo foi colocada e a posição dos adornos colocados no corpo. A riqueza da mulher enterrada indica que é o funeral mais importante no cemitério a seguir ao do Tolo A e mais uma vez trata-se provavelmente de um enterramento de um membro da família real.

## Túmulo Tolo E
Este foi provavelmente o primeiro túmulo construído na necrópole de Furni, pois data do MA II (2400–2300 a.C.). Foi também construído acima do nível do solo, mas não está muito bem conservado. Uma caraterística que ainda é visível atualmente é a presença de duas pedras maciças que formavam a entrada do túmulo.

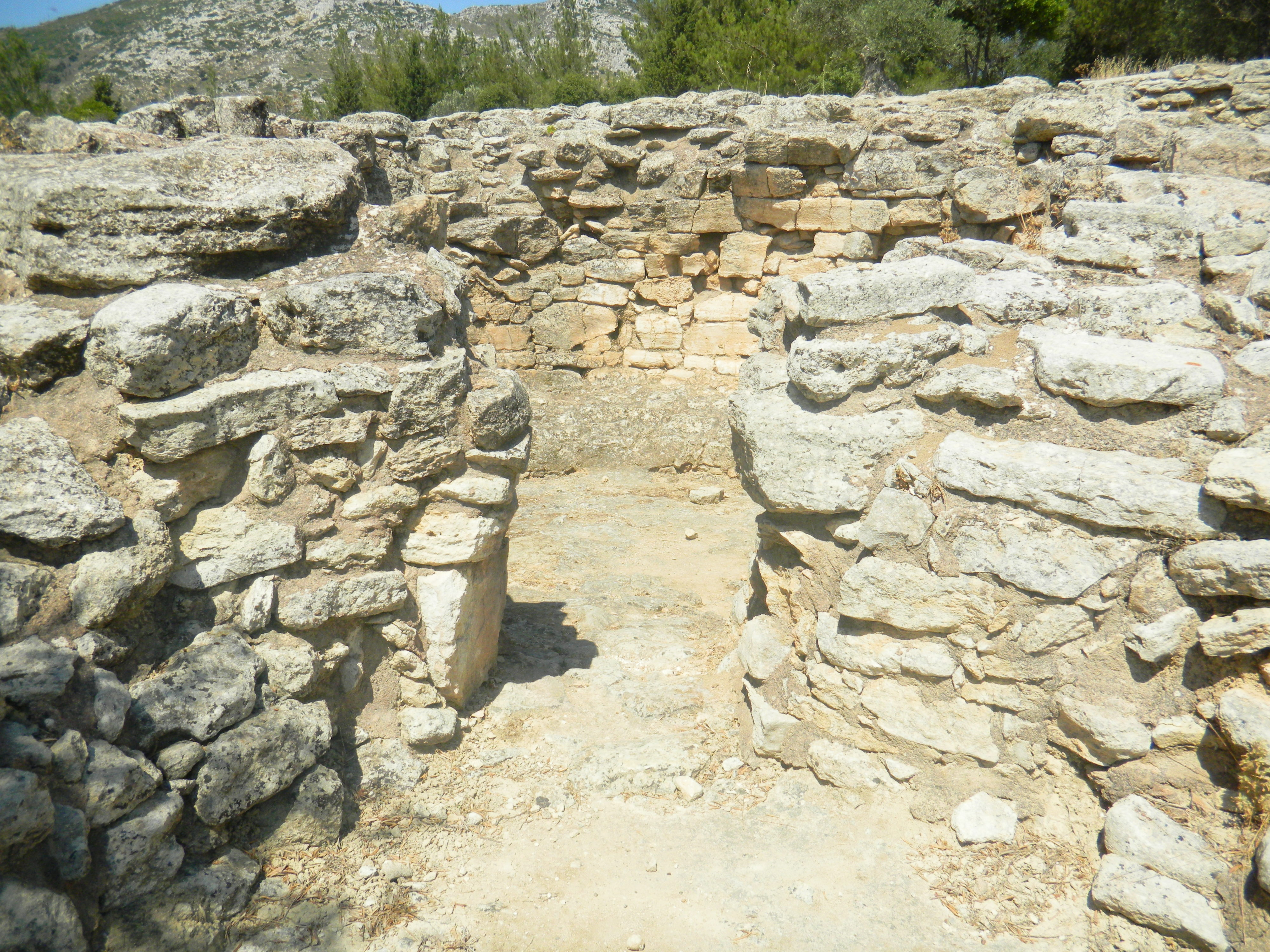

Quando escavado, constatou-se que o Tolo E não tinha sido profanado e foram desenterradas duas camadas de enterramentos. A primeira camada data do MA II, enquanto que a camada mais recente data do Minoano Médio IA (2100–2000). O elevado número de oferendas na primeira camada indica que ali deve ter tido lugar um grande número de enterros. Contudo, as evidências desses enterros foram destruídos quando o túmulo voltou a ser usado para funerais no final do MM IA. Sabe-se que os enterros eram à superfície e que foram usados pelo menos dois lárnaques. Entre as oferendas funerárias da camada do MA II encontram-se oito selos, alguns deles os mais antigos do seu tipo datados com segurança da Creta minoica.
Na camada MM IA do túmulo foram encontradas evidências de 56 enterramentos, dos quais 36 em 29 lárnaques e dois pitos, enquanto os restantes foram feitos no chão, no espaço entre os lárnaques. Os primeiros lárnaques tinham sido colocados encostados às paredes do tolo e os seguinte foram postos progressivamente mais perto do centro, empilhados em cima uns dos outros, em pilhas de quatro. Também aqui, os achados mais interessantes foram selos.